# Фландру (Південна Дакота)
Фландру (англ. Flandreau) — місто (англ. city) в США, в окрузі Муді штату Південна Дакота. Населення — 2372 особи (2020).

## Географія
Фландру розташований за координатами 44°2′49″ пн. ш. 96°35′53″ зх. д. / 44.04694° пн. ш. 96.59806° зх. д. (44.046904, -96.598040).  За даними Бюро перепису населення США в 2010 році місто мало площу 4,99 км², з яких 4,81 км² — суходіл та 0,17 км² — водойми.

## Демографія
Згідно з переписом 2010 року, у місті мешкала 2341 особа в 973 домогосподарствах у складі 583 родин. Густота населення становила 469 осіб/км².  Було 1091 помешкання (219/км²).
Расовий склад населення:
| - 64,2 % — білих - 27,7 % — корінних американців - 2,3 % — азіатів - 0,5 % — чорних або афроамериканців - 1,5 % — осіб інших рас |

До двох чи більше рас належало 3,8 %. Частка іспаномовних становила 3,5 % від усіх жителів.
За віковим діапазоном населення розподілялося таким чином: 25,9 % — особи молодші 18 років, 55,5 % — особи у віці 18—64 років, 18,6 % — особи у віці 65 років та старші. Медіана віку мешканця становила 38,4 року. На 100 осіб жіночої статі у місті припадало 89,9 чоловіків;  на 100 жінок у віці від 18 років та старших — 85,1 чоловіків також старших 18 років.
Середній дохід на одне домашнє господарство  становив 50 755 доларів США (медіана — 41 750), а середній дохід на одну сім'ю — 56 437 доларів (медіана — 48 482). Медіана доходів становила 41 208 доларів для чоловіків та 31 214 долари для жінок. За межею бідності перебувало 18,5 % осіб, у тому числі 27,2 % дітей у віці до 18 років та 21,8 % осіб у віці 65 років та старших.
Цивільне працевлаштоване населення становило 1076 осіб. Основні галузі зайнятості: освіта, охорона здоров'я та соціальна допомога — 28,5 %, мистецтво, розваги та відпочинок — 19,4 %, виробництво — 10,4 %, публічна адміністрація — 7,4 %.